# Aussinyà
Aussinyà es una entidad de población española del municipio de San Ferreol, perteneciente a la provincia de Gerona, en la comunidad autónoma de Cataluña.

## Toponimia
El lugar puede aparecer referido con las grafías «Aussinyà» y «Ausiña».

## Historia
Hacia mediados del siglo XIX, el lugar, por entonces con ayuntamiento propio, tenía contabilizada una población de veintitrés habitantes. Aparece descrito en el tercer volumen del Diccionario geográfico-estadístico-histórico de España y sus posesiones de Ultramar de Pascual Madoz con las siguientes palabras:

AUSIÑA: l. con ayunt. de la prov., adm. de rent. y dióc. de Gerona (4 leg.), part. jud. de Olot (2 1/3), aud. terr. y c. g. de Barcelona (22 1/3): sit. en la falda de la montaña de su nombre, á cuyo pie corre el r. Fuhinell por la parte del S.; los vientos del O. son los que mas le baten, y disfruta de un clima saludable: se compone de 5 casas esparcidas por el térm.; 1 fuente llamada de Casa Mosquera, de la que se sirven los vec.; y 1 igl. parr. bajo la advocacion de San Fructuoso, cuya fiesta se celebra el dia 21 de enero: es sufragánea de la parr. de Almor, cuyo vicario pasa en los dias feriados á decir misa, y administra los sacramentos caso de necesidad. Confina el térm. por el N. y O. con el de Besalú; por el E. con el de Juiña, y por el S. con el de Brioff: el terreno es de mediana calidad; se cultivan comunmente 6 cuarteras de tierra de primera clase, 10 de segunda y 25 de tercera; hay tambien como 62 cuarteradas de bosque: sus caminos los de pueblo á pueblo fangosos y en mal estado: la correspondencia se recibe los domingos, mártes y viernes: prod. centeno, trigo, maiz, cebada, avena, fajol, espelta, judias, y poco de hortaliza, y legumbres; cria ganado lanar, cabrio, vacuno, mular, asnal y de cerda; hay caza de perdices y conejos: pobl. 5 vec., 23 alm.: cap. prod. 160,400 rs.: imp. 4,010: contr. en todos conceptos, 507 rs.: presupuesto municipal, 95 rs. y 7 mrs. que se cubren por repartimiento vecinal.
(Madoz, 1846, p. 113)

En torno a 1857, el municipio desapareció y Aussinyà pasó a formar parte de Besalú. En la actualidad, pertenece al municipio de San Ferreol. En 2022, tenía empadronados quince habitantes.

## Patrimonio
Hay en el lugar una iglesia de San Fructuoso.